# Melvin H. Ribble
Melvin H. Ribble (Lincoln (Nebraska), 11 januari 1870 – aldaar, 3 mei 1964) was een Amerikaans componist en kornettist.

## Levensloop
Ribble was vanaf 1898 kornettist in de Ashman Band in Lincoln (Nebraska). In 1898 vertrok hij naar Chicago (Illinois), waar hij voor de muziekuitgeverij "Harry L. Alford's music publishing company" als arrangeur werkte. Later componeerde en arrangeerde hij voor de Victor Music Co. (later muziekuitgeverij Rubank Inc.). In 1931 kwam Ribble weer terug naar Lincoln (Nebraska) waar hij een eigen bedrijf voor arrangementen opende. Aldaar overleed hij ook in 1964.
Als componist schreef hij werken voor harmonieorkest.

## Composities

### Werken voor harmonieorkest
- 1912 Lizella Overture
- 1923 Bennet's Triumphal March
- 1923 Night's Enchantment tone poem
- 1925 Dainty Maid dancette
- 1925 Teamwork March
- 1925 Twilight Thoughts, serenade
- 1931 Blue Moon Waltz
- 1931 Starter March
- 1931 Village Chapel, tone poem
- 1931 Warming Up March
- 1937 Invincible Yank March
- 1937 Street King March
- Spirit of America